# Ponera (djur)
Ponera är ett släkte av myror. Ponera ingår i familjen myror.

## Bildgalleri

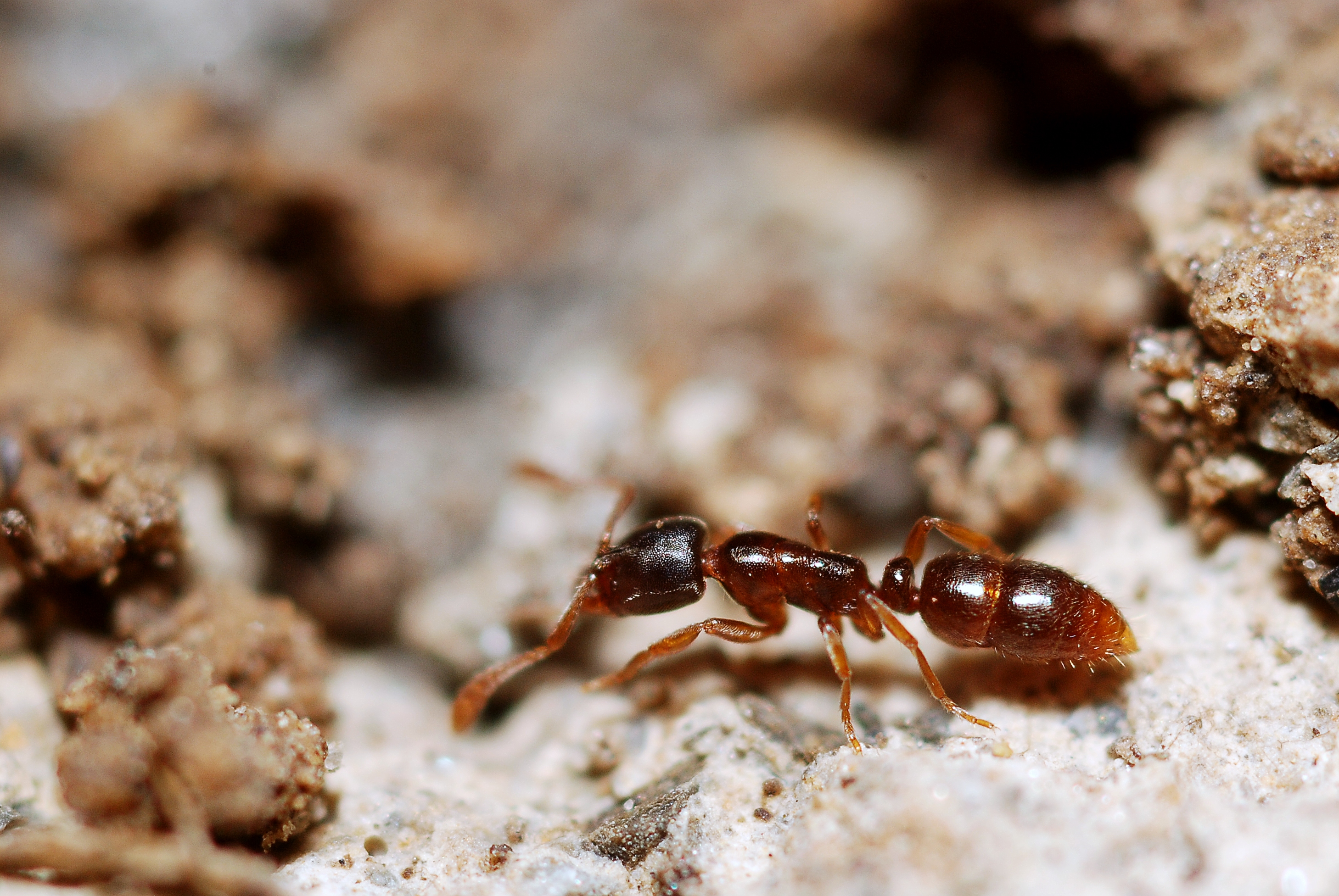
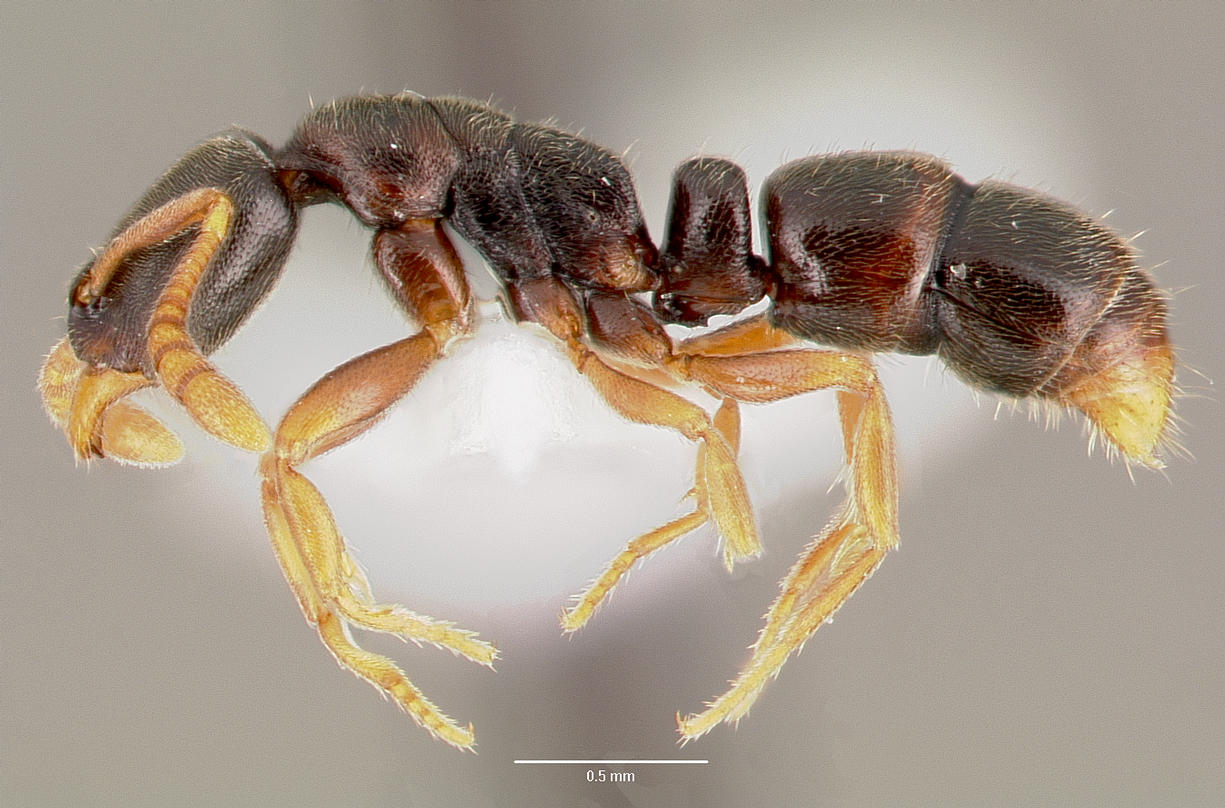

## Dottertaxa tillPonera, i alfabetisk ordning[1]
- Ponera affinis
- Ponera alisana
- Ponera alpha
- Ponera atavia
- Ponera augusta
- Ponera bableti
- Ponera borneensis
- Ponera chapmani
- Ponera chiponensis
- Ponera clavicornis
- Ponera coarctata
- Ponera colaensis
- Ponera elegantissima
- Ponera elegantula
- Ponera exotica
- Ponera incerta
- Ponera japonica
- Ponera leae
- Ponera leptocephala
- Ponera loi
- Ponera manni
- Ponera minuta
- Ponera oreas
- Ponera pennsylvanica
- Ponera petila
- Ponera pumila
- Ponera scabra
- Ponera selenophora
- Ponera sinensis
- Ponera swezeyi
- Ponera syscena
- Ponera sysphinctoides
- Ponera szaboi
- Ponera szentivanyi
- Ponera taipingensis
- Ponera tenuis
- Ponera woodwardi
- Ponera xenagos
- Ponera yakushimensis